# Márpod

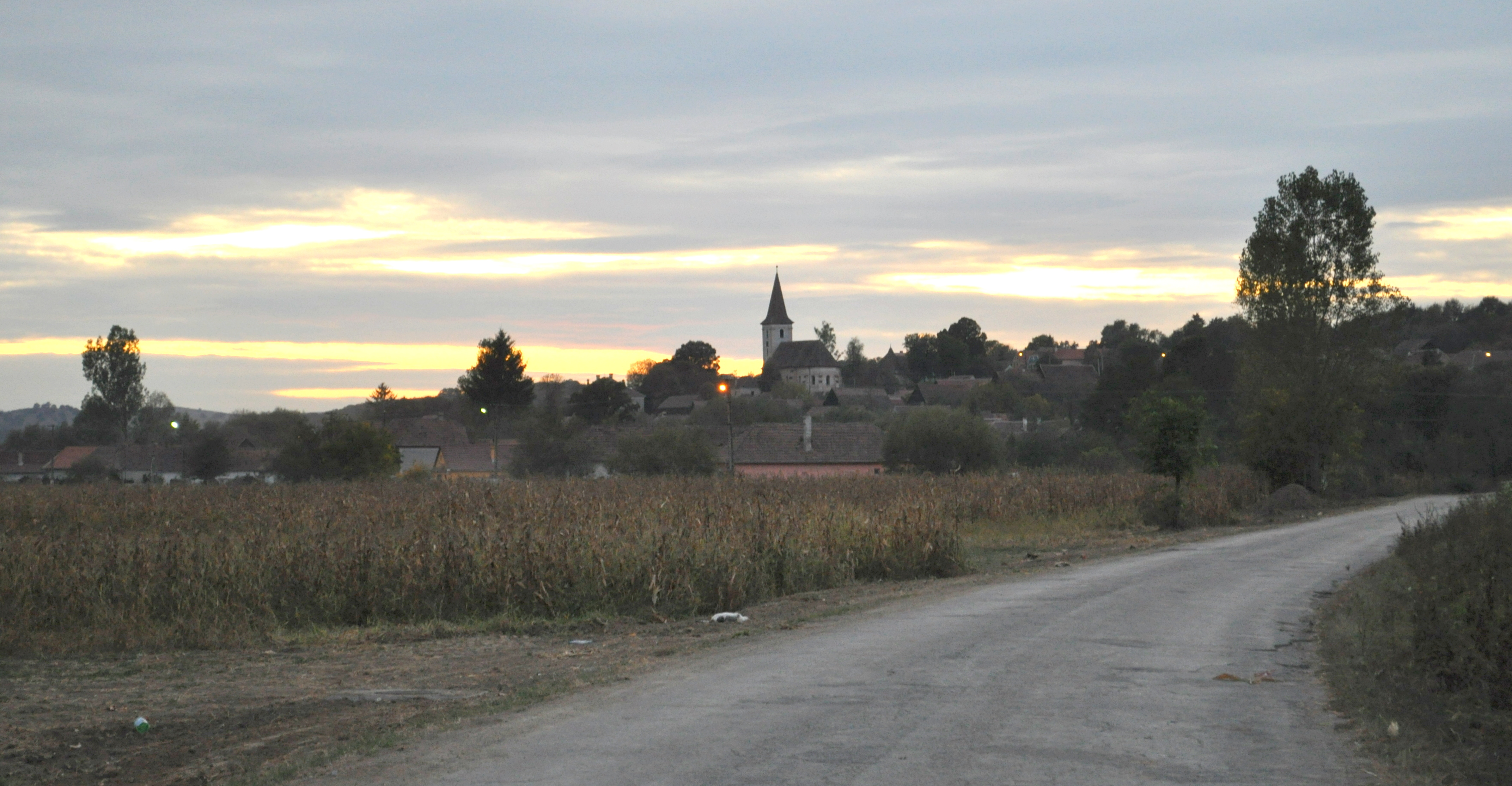

Márpod (románul és németül Marpod, helyi szász nyelvjárásban Muerpeth) falu Romániában, Szeben megyében, Nagyszebentől északkeletre. Az azonos nevű község központja.

## Népesség

### Etnikai és vallási megoszlás
- 1850-ben 1184 lakosából 901 német (szász), 252 román és 30 cigány volt; 900 evangélikus és 282 ortodox.
- 2002-ben 625 lakosából 568 volt román, 30 cigány, 22 német és öt magyar nemzetiségű; 574 ortodox, 15 evangélikus és tíz pünkösdi hitű.[2]

## Története
A község környékén újkőkorszaki és bronzkori leleteket tártak fel. A falutól délkeletre fekvő Philippsburg (Fleppesburch) hegy tetején egykor valószínűleg honfoglalás kori földvár állt. A falusiak 1707-ben még oda menekültek a kurucok elől, és 1800-ban még láthatóak voltak nyomai.
Újegyházszéki szász falu volt. Első írásos említése 1349-ből maradt fenn Meyerpoth alakban. 1374-ben Megerpot, 1494-ben Mayerpath, 1507-ben Mayrpad, 1733-ban románul Marpod, 1808-ban Mairpod és Mayerpolden néven említették. 1488-ban tizenhárom gazdát, egy iskolamestert és egy pásztort jegyeztek föl, 1532-ben húsz családfővel írták össze. 1658-ban a tatárok feldúlták. 1695-ben 32 szász családfő, hat özvegy, 33 elhagyott és 5 felégett porta mellett már 26 román telepes is találtak benne. Román lakói kezdetben és még több évszázadon át túlnyomóan a falu északkeleti részén laktak. Az első román templom egy fatemplom volt, amelyet 1811 és 1815 között vásároltak Besimbákról. Kőtemplomot 1847 és 50 között emeltek egy gazdag resinári juhosgazda támogatásával. Ekkor kaptak saját papot is.
Fazekasai az 1780-as–1810-es években fazekasai többször megtört nyakú, jellegzetes formájú bokályokat készítettek. 1876-ban Szeben vármegyéhez csatolták.
1945-ben 219 márpodi szászt deportáltak a Szovjetunióba, közülük kb. huszan nem tértek haza. 1945-ben 22 román családot költöztettek be Curtea de Argeș környékéről, majd 1947-ben kb. száz mokány családot az Erdélyi-középhegységből. Közülük 1954 után, amikor a kisemmizett szászok visszakapták házaikat, 26 család telepedett le véglegesen a faluban. Ők építették ki a falu délkeleti csücskében, a patak túloldalán a str. Zăvoi-t (Weidenstraße).

## Látnivalók
- Evangélikus erődtemplom. A 13. századi román stílusú bazilikából csak egy növényi díszítésű oszlopfő maradt meg. 1669-ben gyűjtést indítottak a tatárok által felgyújtott templom újjáépítésére. A jelenlegi templom építését 1798-ban fejezték be.[4] 1785-ben új szentélyt, 1795-ben tornyot építettek hozzá. Erődítéseinek nagyobb részét lebontották. A templomban őrzött középkori kehely négy email alapú érmét az evangélisták ábrázolása díszíti.[5]

## Híres emberek
- Itt született 1817. december 7-én Iacob Bologa politikus.